# 遮られない休息
『遮られない休息』(さえぎられないきゅうそく、英語: Uninterrupted Rest) は、武満徹が作曲したピアノ曲。3曲からなっており、武満初期の代表的作品の1つである。

## 曲の概要
瀧口修造の詩画集『妖精の距離』(1937年〈昭和12年〉刊) に収録されている同名の詩に触発されて作曲された。
不協和音を多用したとはいえ、1950年 (昭和25年) 作曲の『2つのレント』が伝統的な記譜法に従って書かれた、日本の陰旋法や調性に基づいた作品だったのに対し、同じ年の『遮られない休息』では拍子記号・小節線が省略され、多声的な旋法による書法、あるいは無調の要素を取り入れた、より前衛的な作品として作られている。武満は「演奏にあたっては、音色と響きに細心の注意をされるよう望みます」と言っており、『2つのレント』よりもはるかにデリケートな音楽である。武満を評する評論家や研究者、特に海外の論者は往々にして武満作品にメシアンの影響を見がちだが、この『遮られない休息』も特に第1曲はメシアン的だと言われることがしばしばである。

## 作曲の経緯
第1曲は1950年 (昭和25年) に作曲されたが、続く第2曲、第3曲が書かれるまでには約9年の時間が空いている。後者はともに1959年 (昭和34年) 12月に作曲された。そのため、作曲技法が少し異なっており、第2曲は12音技法的である。ただ、12音技法的ではあるが音列の処理は厳密でなく自由で、感覚的に音を削除したり、付け加えたりしている。また、『閉じた眼』の主要動機と同じものが既に使われている。

## 曲の構成
- 第1曲 ゆっくりと、悲しく語りかけるように

ほとんどが弱音で演奏される。最後に冒頭部が再現されて静かに終わる。
- 第2曲 静かに残酷な響きで

第1曲や第3曲が水平方向に音が構成されているのに対して、第2曲はむしろ垂直方向の和音や単音が強調されており、静寂の合間に音がかき鳴らされるといった風情の音楽になっていて、旋律を聞くというよりも、音の響きそのものを聞く音楽になっている。そのため、完全に同じとは言えないにしても点描音楽的である。1961年 (昭和36年) に作曲された『ピアノ・ディスタンス』の書法に近い。
- 第3曲 「愛の歌」

アルバン・ベルクに捧げられている。非常に短く、13小節しかない。

## 初演
1曲目は1952年 (昭和27年) 8月9日、実験工房第4回発表会 (園田高弘渡欧記念演奏会) で初演。初演は園田高弘による。園田に献呈された。第2、3曲は、1959年 (昭和34年) 12月15日、新ピアノ・グループ第3回現代日本ピアノ曲の夕において、笠間春子によって世界初演された。

## 出版
最初は音楽之友社から出版されていたが、その後、デュラン=サラベール=エシグ出版へ移っている。

## 演奏時間
約7分

## 録音
- ポリドール POCG-3358、高橋悠治 (1973年〈昭和48年〉4月、東京・ポリドールスタジオNo.1で収録)
- 武満徹 響きの海 室内楽全集・2、キングレコード KICC 583-584、高橋アキ (2002年〈平成14年〉8月13日 サントリーホール小ホール、サントリー音楽財団　サマーフェスティバル2002　MUSIC TODAY2002　武満徹の音、ライブ録音)
- Takemitsu, Roger Woodward – Corona / For Away / Piano Distance / Undisturbed Rest; London Records, SLC-2365, Japan, 1974[注 3]
- CRD CRD-3526、ポール・クロスリー (1999年〈平成11年〉録音)
- 武満 徹 ピアノ作品集、フォンテック FOCD9555、藤井一興
- BIS CD-805、小川典子 (1996年〈平成8年〉7月11日～12日、スウェーデン・ダンデリド・ギムナジウムで録音)
- 閉じた眼～武満徹ピアノ作品集、カメラータ・トウキョウ 28CM-568、岡田博美 (1996年〈平成8年〉9月、ロンドンで録音)
- 武満徹 ピアノ作品集、ワーナーミュージック・ジャパン WPCS5752、舘野泉
- RCA Red Seal BVCC-1508、ピーター・ゼルキン
- 武満徹ピアノ作品集、ETCETERA KTC 1103、ロジャー・ウッドワード (1990年〈平成2年〉9月24日、シドニー・ABCスタジオ210で録音)

### 注
1. ↑  作曲時期は文献によって異同がある。ピーター・バート『武満徹の音楽』・楢崎『武満徹』ともに、第1曲が1952年、残りの2曲は1959年作曲になっている[4][5]。
2. ↑  この演奏会では、サティ、ミヨー、バーバー、メシアンのピアノ作品に加えて、湯浅譲二の『パストラール』と武満の『遮られない休息』が演奏されている[13]。
3. ↑  ウッドワードは武満徹のスペシャリストの1人だが、武満徹自身は、「あのレコードはだめだ」と周囲の人間に言って回っただけでなく、怒って、送られてきたLPレコードも割ってしまっている[16][17]。